# EXILE BALLAD BEST
『EXILE BALLAD BEST』（エグザイル バラード ベスト）は、EXILEのベストアルバム。2008年12月3日にrhythm zoneから発売。

## 概要
「EXILE PERFECT YEAR 2008」の一環として発売する3枚のベストアルバムの第3弾。「CD+DVD」「CDのみ」の2形態で発売。
2001年のデビュー以降に発表されたバラードを中心に14曲を収録。前2作同様、グループの第一章時代の曲は、ATSUSHIとTAKAHIROにより再レコーディングされた新バージョンが収録されている。
2009年3月、本作を含む3枚のベストアルバムの初回限定盤をまとめた『EXILE PERFECT YEAR 2008 ULTIMATE BEST BOX』が発売された。

## 主な記録
オリコン週間アルバムランキングでは通算2週の首位獲得となった。初登場で首位、5週ぶりに首位に返り咲き、通算2週となった。これで同年発売した3枚のベストアルバム全てが首位獲得となった。年内に3枚のアルバムが首位獲得となったのはZARD以来9年ぶり、男性アーティストとしてはBOØWY以来20年ぶり。初週売上は2008年に発売されたアルバムの中で最高の94万枚を記録。
本作はベストアルバム『EXILE CATCHY BEST』以来、通算5作目のミリオンセラーとなった。累積売上は185万枚を超えており、グループのアルバムの中では最高売上を記録。
2009年の「Billboard JAPAN Top Albums Sales」で年間1位を獲得。

## 収録曲

### CD
1. Ti Amo
作詞：松尾潔 / 作曲：中村仁 & 松尾潔 / 編曲：中村仁
  - 28thシングル「The Birthday 〜Ti Amo〜」表題曲
  - 明治製菓「Meltykiss」CMソング
2. Lovers Again
作詞：松尾潔 / 作曲・編曲：中村仁
  - 22ndシングル
  - KDDI「au×EXILE第二章キャンペーン」CMソング
3. Your eyes only 〜曖昧なぼくの輪郭〜
作詞：Kenn Kato / 作曲：Face 2 fAKE / 編曲：中野雄太
  - 1stシングルの再録バージョン
  - 28thシングルカップリング
4. song for you
作詞：Kenn Kato / 作曲：Face 2 fAKE / 編曲：浅田将明/ ストリングスアレンジ：弦一徹
  - 4thシングルの再録バージョン
5. We Will 〜あの場所で〜 -Orchestra Version-
作詞：SHUN / 作曲・編曲:中野雄太
  - 7thシングルのオーケストラバージョン
6. 運命のヒト -Orchestra Version-
作詞：ATSUSHI / 作曲：山口寛雄 / 編曲：中野雄太
  - 14thシングルの2曲目のオーケストラバージョン
  - 5thアルバム『EXILE EVOLUTION』初回盤ボーナストラック
7. HOLY NIGHT -A Cappella Version-
作詞：ATSUSHI / 作曲：宮地大輔 / 編曲：大野裕一
  - 21stシングル「Everything」カップリングのアカペラバージョン
8. LAST CHRISTMAS
作詞・作曲：George Michael / 日本語歌詞：松尾潔 / 編曲：華原大輔
  - 29thシングル
  - 明治製菓「クリスマス手作りチョコレート」CMソング
  - ワム!のカバー
9. ただ…逢いたくて
作詞：SHUN / 作曲・編曲：春川仁志 / ストリングスアレンジ：門脇大輔&春川仁志
  - 19thシングルの再録バージョン
  - 明治製菓「Fran Whipps」CMソング
10. 僕へ
作詞：ATSUSHI / 作曲・編曲：春川仁志 / ストリングスアレンジ：門脇大輔&春川仁志
  - 新曲
  - ファイザー CMソング
  - 映画『ジェネラル・ルージュの凱旋』主題歌
11. 変わらないモノ
作詞：ATSUSHI / 作曲：宅見将典 / 編曲：中野雄太
  - 6thアルバム『EXILE LOVE』収録曲
  - 27thシングル「Pure/You're my sunshine」カップリング
  - ダイハツ「タントカスタム」CMソング
  - 日本テレビ系『音楽戦士 MUSIC FIGHTER』2007年12月POWER PLAY
12. 道
作詞：樫田正剛 / 作曲：miwa furuse / 編曲：華原大輔 / ストリングスアレンジ：前嶋康明
  - 23rdシングル
  - エムティーアイ「music.jp」TVCFソング
  - 日本テレビ系『音楽戦士 MUSIC FIGHTER』2月オープニングテーマ
  - 全国カラオケ事業者協会 卒業シーズン推薦ソング
13. One love -Piano Version-
作詞：Kenn Kato / 作曲：ATSUSHI / 編曲：山田秀俊
  - 5thアルバム収録曲のピアノバージョン
14. Love, Dream & Happiness
作詞：ATSUSHI&EXILES / 作曲：ATSUSHI&NOBU-K / 編曲：中野雄太
  - 4thアルバム『ASIA』収録曲の新バージョン

### DVD
※CD+DVDのみ
- Video Clip
  1. Ti Amo Chapter.1
  2. Ti Amo Chapter.2
  3. ただ…逢いたくて
  4. Your eyes only 〜曖昧なぼくの輪郭〜
  5. Lovers Again
  6. 道
  7. 僕へ
  8. Love, Dream & Happiness
- Making映像
  1. Ti Amo
  2. ただ…逢いたくて
  3. Lovers Again
  4. 道